# 淡黄狼蛛
淡黄狼蛛（学名：Lycosa flavida）为狼蛛科狼蛛属的动物。在中国大陆，分布于天山等地。